# Chlorophytum peralbum
Chlorophytum peralbum är en sparrisväxtart som beskrevs av Karl von Poellnitz. Chlorophytum peralbum ingår i släktet ampelliljor, och familjen sparrisväxter. Inga underarter finns listade i Catalogue of Life.